# Pierre Rodocanachi
Pierre André Emmanuel Rodocanachi (Bromley, 2 ottobre 1938) è un ex schermidore francese, vincitore di una medaglia di bronzo nella scherma ai giochi olimpici.